# Bremsestråling
Bremsestråling er i almindelighed den elektromagnetiske stråling, der opstår, når en ladning bliver decelereret eller accelereret, dvs. den får ændret sin hastighed. Hastighedsændring kan enten betyde at ladningen ændrer sin fart, dvs. det stykke den rent faktisk bevæger sig pr. tid, eller det kan betyde at den ændrer retning.
En elektron, der kommer i nærheden af en atomkerne, vil blive afbøjet i sin bane, og i denne proces vil både dens fart og dens retning blive ændret. Den er derfor accelereret og ladningen afgiver en del af sin kinetiske energi som stråling i form at fotoner.
En typisk proces hvor, der dannes bremsestråling, er elektroners kollision med en metalelektrode i et røntgenrør. Elektronerne bliver frigivet i den ene ende af røret og accelereres derefter op med en høj spænding, typisk i størrelsesordener af kV. Når elektronerne så rammer en metalelektrode i den anden ende, vil de blive bremset og i denne (negative) acceleration, vil der da dannes bremsestråling.
Elektronerne bremses, idet de bliver påvirket af den elektriske tiltrækning fra metalatomerne. Elektronerne bevæger sig langsommere efter at have vekselvirket med atomerne, idet en del af elektronens kinetiske energi er blevet udstrålet som fotoner. Bølgelængderne af de udsendte fotoner danner et kontinuert spektrum, det vil sige at de mulige værdier dækker eet sammenhængende interval.
Den mest energirige foton, der kan dannes i opbremsningsprocessen, er en foton der har hele elektronens kinetiske energi. 
Man kan derfor udregne energien af denne slags fotoner, ved at udregne den kinetiske energi elektronen har fået som resultat af, at den er blevet accelereret op af højspændingen i røret. Disse fotoners bølgelængde må være den laveste bølgelængde der kan optræde i spektret.
Ud over det kontinuerte spektrum kan man i et røntgenspektrum også finde nogle spidser, der stammer fra en anden proces, nemlig emission fra metalatomernes elektroner. Denne proces skyldes at de hurtige frie elektroner der bombarderer metalelektroden af og til slår et af de bundne elektroner i metalatomerne løs. Derved opstår der en fri plads i elektronstrukturen, der så kan fyldes af en elektron fra en højereliggende skal i atomet. Der udsendes et lyskvant med energi svarende til energiforskellen mellem de to niveauer. Dette kaldes K-skals emission.
Det skal siges at de fleste elektroner, der rammer metalelektroden i et røntgenrør, hverken giver anledning til bremsestråling eller udsendelse af fotoner via K-skals emission. Langt de fleste laver ikke andet end at varme elektroden op, og derfor anvendes metal med høje smeltepunkter til elektroderne.

## Energitab
Energitabet ved bremsestråling af elektroner blev beskrevet første gang i 1934 med offentliggørelse af den såkaldte Bethe-Heitler-Formel (opkaldt efter Hans Bethe og Walter Heitler):
{\displaystyle {\frac {dE}{dx}}={\frac {N_{A}}{A}}{\frac {4Z(Z+1)\alpha ^{3}(\hbar c)^{2}}{m_{e}^{2}c^{4}}}E\ln {\frac {183}{\sqrt[{3}]{Z}}}}

## Weblinks
- http://www.fkp.physik.tu-darmstadt.de/fprakt/roentgenstruktur/roentgen.doc Arkiveret 11. juni 2007 hos  Wayback Machine (340 KB)
- http://www.desy.de/pr-info/Roentgen-light/roentgenstrahlung/roentgenstrahlung8.html
- Spektrum for Røntgenbremsestråling Arkiveret 21. januar 2022 hos  Wayback Machine